# زندگی خصوصی الیزابت و اسکس
زندگی خصوصی الیزابت و اسکس (انگلیسی: The Private Lives of Elizabeth and Essex) فیلمی در ژانر زندگینامه‌ای، رمانتیک و درام به کارگردانی مایکل کورتیز است که در سال ۱۹۳۹ منتشر شد.
"الیزابت اول" (دیویس) ملکه انگلستان، عاشق "رابرت دویرو" مقلب به "ارل اسکس" (فلین) است، اما عشق و مصالح سیاسی در تضاد با یکدیگر قرار می‌گیرند و توطئه‌گران از سعایت باز نمی‌نشینند. "الیزابت" سرانجام برخلاف میل باطنی‌اش مجبور می‌شود فرمان اعدام محبوب را بدهد.
٭ اقتباس معروفی از نمایش‌نامه آندرسن با طراحی لباس (اوری ـ کلی) و صحنه دیدنی (آنتون گروت). جنبه‌های تاریخی داستان چندان موثق نیست اما کورتیز نمایش جذابی از این عشق بدفرجام خلق می‌کند. دیویس به گریم استثنائی (پرس وستمور)   لباس‌های عجیب و غریبش، بازی حیرت‌آور خود را هم می‌افزاید و خشونت و پیش‌بینی ناپذیری را با سرزندگی و کنایه‌پردازی به هم می‌آمیزد. جدال‌‌های کلامی او و فلین که فضای رسمی دربار را می‌شکند، موسیقی کورنگلد و تأثیر گرفتن سبک بصری فیلم از ایوان مهیب سرگئی ایزنشتاین قابل اشاره است.

## بازیگران
- بت دیویس در نقش الیزابت یکم
- ارول فلین در نفش رابرت دوروکس
- اولیویا دی هاویلند
- دونالد کریسپ
- آلن هیل
- وینسنت پرایس
- هنری استیونسون
- هنری دانیل
- جیمز استفنسون
- لئو جی. کارول
- رابرت وارویک
- دوریس لوید
- آی استنفورد جولی
- ننت فبری
- رالف فوربز